# UnSun
UnSun was een Poolse metalband die in 2006 was opgericht. De band is in 2016 gestopt vanwege gezondheidsproblemen van de zangeres Aya (Anna Stefanowicz).

## Biografie
UnSun was opgericht in 2006 onder de naam Unseen maar veranderde snel naar de naam die ze nu hebben. De band bestond toen uit ex-Vader gitarist Mauser en zangeres Aya. In 2007 tekenden ze een contract bij Mystic Production.

### The End of Life (2008)
In het begin van 2008, begonnen Anna en Maurycy Stefanowicz met het schrijven van hun eerste album, The End of Life, die bij Studio-X opgenomen in 2008, en werd wereldwijd uitgebracht door Century Media Records op 22 september 2008. In datzelfde jaar deed UnSun mee met de Black Sun Tour in Polen met Votum en Black River.

### Clinic for Dolls (2010)
De record label van de band, Mystic Production, kondigde in een persbericht aan dat op 24 juni 2010 dat de band was begonnen met het opnemen van zijn tweede album, Clinic for Dolls, die gepland was voor een release op 11 oktober 2010. Volgens een persbericht werden de vocale tracks opgenomen in Studio X in Olsztyn en alle instrumenten werden vastgelegd bij Hertz Studio (dezelfde als die van Behemoth, Vader en Decapitated) in Bialystok. De albumillustraties is gemaakt door Hi-Res Studio, die ook bezig met de laatste foto sessie van de band. In oktober 2010, ondersteunde UnSun Tristania op de "Rubicon Tour" in Europa.

## Albums
- The End of Life (2008)
- Clinic for Dolls (2010)